# جولييان كازانوفا
جولييان كازانوفا (بالإسبانية: Julián Casanova)‏ هو متسلق جبال تزلج ‏ أرجنتيني، ولد في 1 فبراير 1984 في San Martín de los Andes ‏ في الأرجنتين.